# Progreso Alto
Progreso Alto es un caserío peruano ubicado en el distrito de Tambogrande, perteneciente a la provincia y departamento de Piura, al norte del Perú. 

## Ubicación
Progreso Alto se ubica al noroeste de la provincia de Piura, en el distrito de Tambogrande, en el departamento de Piura.

## Demografía
En 2017 Progreso Alto tenía una población de 537 habitantes.
| Gráfica de evolución demográfica de Progreso Alto entre 1993 y 2017 |
|                                                                     |
| Fuentes: Población 1993 y 2017                                      |